# Sturmführer
Sturmführer naziv je za čin Sturmabteilunga rabljen još 1925., a rabljena kao čin 1928. Prevodi se kao “Jurišni vođa”, porijeklo čina datira još iz Prvoga svjetskog rata, kada su čin Sturmführera nosili vođe njemačkih jurišnih trupa i trupa s posebnim zadacima.
Godine 1930. Sturmführer je postao najniži časnički čin u nacističkim paravojnim organizacijama. Čin je rabio i SS sve do Noći dugih noževa, kada isti čin SS preimenuje u Untersturmführer. Čin odgovara poručniku ili podporučniku u većini vojska današnjice. Čin Sturmführera zamijenila su još dva čina u SS-u - Obersturmführer i Hauptsturmführer, a odgovaraju poručniku ili nadporučniku i satniku u vojsci.